# Dürkop
Die Dürkop GmbH ist eine deutsche Mehrmarken-Autohandelsgruppe.  An 17 Standorten in fünf Bundesländern sind etwa 850 Mitarbeiter tätig.

## Geschichte
Im Jahr 1919 gründete Erich Dürkop in Braunschweig eine Zweirad- und Autoreparatur-Werkstatt. 1927 erhielt Dürkop die Chevrolet-Generalvertretung und danach auch  Verträge für die Marken Buick, Oldsmobile, Pontiac und Cadillac der General Motors Corporation. 1931 folgte die Übernahme der Generalvertretung für das Harz-Heide-Gebiet. Darüber hinaus wurden Motorinstandsetzung, Karosserie- und Lackierwerkstatt, Sattlerei und Inspektions-Schnelldienst eingerichtet.
Das Unternehmen errichtete 1961 das erste Automobil-Ausstellungs-Hochhaus in Deutschland nach amerikanischem Vorbild in Braunschweig an der Helmstedter Straße. Zwischen 1966 und 1968 wurden Betriebsstätten in Wolfsburg und Goslar eröffnet. Firmengründer Erich Dürkop starb 1969.
Im Jahr 1988 eröffnete die Dürkop-Gruppe eine Betriebsstätte in Peine. Die Nürnberger Versicherung beteiligte sich 1989 an der Dürkop-Gruppe. In den Folgejahren kaufte die Dürkop-Gruppe Opel-Autohäuser in Kassel und Bad Hersfeld. Mitte 1991 wurde auf dem ehemaligen Gelände der Opel-Niederlassung in Magdeburg ein Betrieb eröffnet. Mit der Übernahme des Autohauses Kühn in Hannover ist Dürkop seit 1992 in der niedersächsischen Landeshauptstadt vertreten. Im Jahr 1993 wurde die Dürkop Holding AG gegründet und die Konsolidierung, Strukturierung der  Handels- und Servicegruppe der Marken Opel, General Motors und Saab in Niedersachsen, Hessen und Sachsen-Anhalt begann. 1994 beteiligte sich die Dürkop-Gruppe an der Automobil Commercial Berlin und an der Gründung des Gebrauchtwagenmarktes Carena in Dahlwitz-Hoppegarten. Zwischen 1993 und 1999 entstanden neue Autohaus-Betriebe in Magdeburg, Kassel und Göttingen. In Kassel entstand eines der größten Opel-Autohäuser in Europa.
2007 übernahm die Dürkop-Gruppe in Berlin und Brandenburg sieben Autohäuser der Auto Commercial GmbH. 2008 wurde die Zentrale der Dürkop-Gruppe in Braunschweig umgebaut und eine weitere Filiale in Braunschweigs Norden eröffnet.
Im Zuge einer Mehrmarkenstrategie wurden  Kia Motors 2004, Fiat – Alfa Romeo und Lancia 2006, und Chevrolet (vormals Daewoo) 2008 und Ford 2010 als zusätzliche Hauptmarken neben Opel ins Verkaufsprogramm aufgenommen. Im Jahr 2011 wurde eine weitere Filiale in Celle eröffnet (ehemals Autohaus Maussner). Im Jahr 2012 wurde die Autohaus-Gruppe um drei weitere Filialen (ehemals Autohaus Schünemann und Herrmann) in Hildesheim und Alfeld (Leine) und Berlin Prenzlauer Berg ergänzt. Durch die beiden neuen Standorte in Hildesheim und Alfeld sind im Markenportfolio die Hersteller Dacia und Renault im Service und Vertrieb hinzugekommen, Ende des Jahres 2013 die Marke Jeep. Die Gruppe umfasst zurzeit 20 Autohausfilialen und ist damit einer der größten Mehrmarkenhändler in der Bundesrepublik.
Zum 1. Januar 2015 wurde die Mehrheit der Dürkop-Anteile durch die Hamburger Ernst-Dello-Gruppe übernommen. Auch wenn die Eigenständigkeit der in unterschiedlichen Regionen agierenden Mehrmarkenhäuser mit dem Schwerpunkt auf Opel erhalten bleibt, entsteht durch den Zusammenschluss ein Gesamtunternehmen mit rund 1400 Mitarbeitern und einem Gesamtumsatz von rund 700 Millionen Euro. Die Gesamtgruppe ist damit der sechstgrößte deutsche Autohändler und der zweitgrößte Opelhändler nach der AVAG Holding.